# John Fox-Strangways
Pour les articles homonymes, voir Famille Fox.
John George Charles Fox-Strangways (6 février 1803 - 8 septembre 1859) est un diplomate britannique, homme politique whig et courtisan.

## Biographie

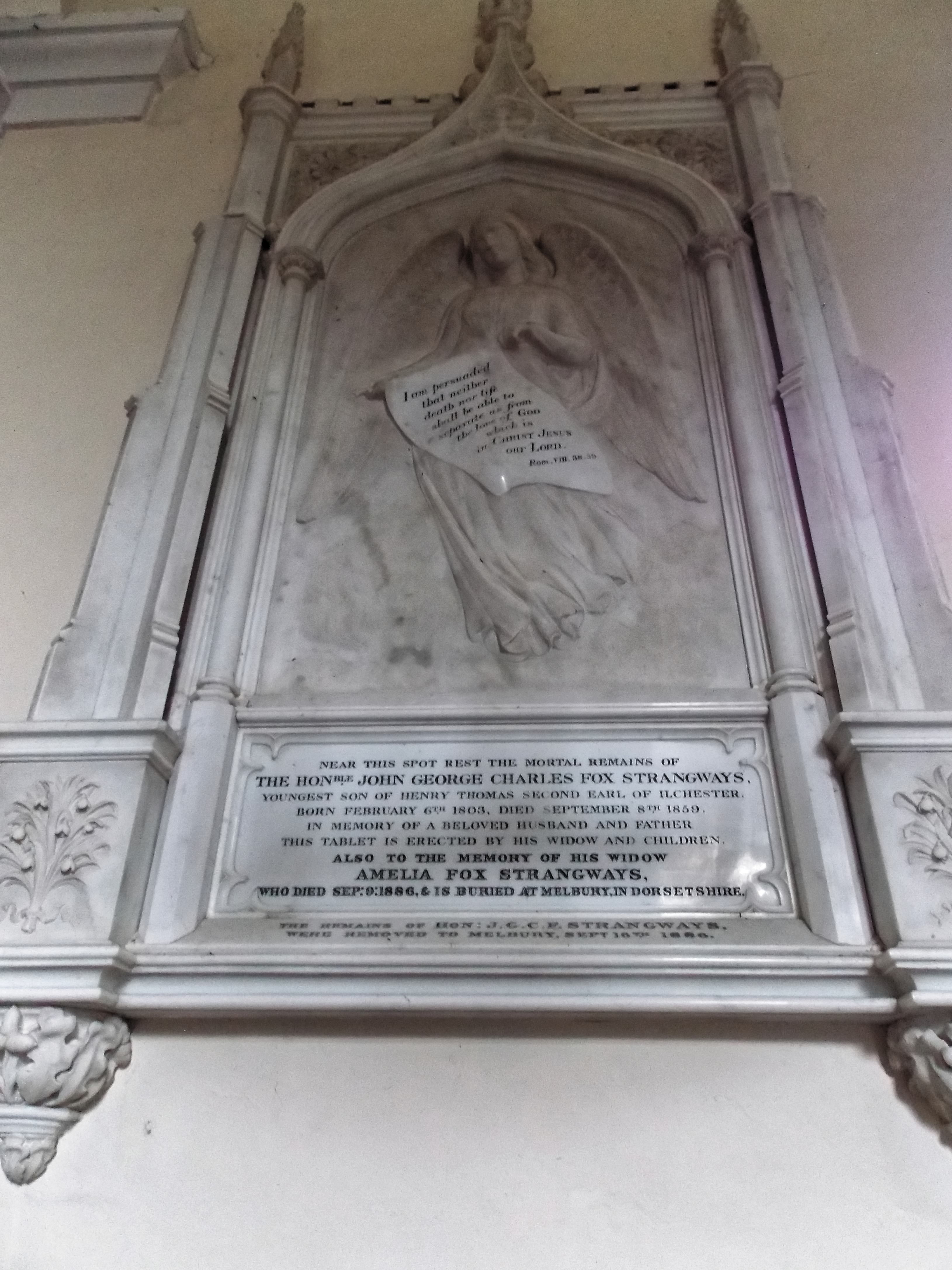
Monument mural à l'hon. John George Charles Fox-Strangways (1803-1859), chapelle Ilchester de l'église All Saints, Farley, Wiltshire

Fox-Strangways est le troisième fils, né posthume, de Henry Fox-Strangways (2e comte d'Ilchester), et de sa deuxième épouse Maria, fille du très révérend William Digby.
Fox-Strangways est élu député pour Calne en 1836, un siège qu'il occupe jusqu'en 1837 et représente le Dorset jusqu'en 1841. Il est également au ministère des Affaires étrangères et sert comme gentilhomme huissier de la reine Adélaïde.
Fox-Strangways épouse Amelia, fille d'Edward Marjoribanks, en 1844. Leur fils, Henry, devient comte d'Ilchester en 1865. Fox-Strangways est décédé en septembre 1859, à l'âge de 56 ans. Sa femme est décédée en septembre 1886.